# 五原県 (山西省)
五原県（ごげん-けん）は中華人民共和国山西省にかつて存在した県。現在の長治市沁県南東部に相当する。
南北朝時代、北魏により設置され、北斉により廃止された。